# Etianí Kefála
Etianí Kefála är en bergstopp i Grekland. Den ligger i prefekturen Nomós Lasithíou och regionen Kreta, i den sydöstra delen av landet, 400 km sydost om huvudstaden Aten. Toppen på Etianí Kefála är 708 meter över havet, eller 166 meter över den omgivande terrängen. Bredden vid basen är 2,2 km.
Terrängen runt Etianí Kefála är huvudsakligen kuperad.Runt Etianí Kefála är det glesbefolkat, med 12 invånare per kvadratkilometer. Närmaste större samhälle är Sitia, 15,7 km norr om Etianí Kefála. Trakten runt Etianí Kefála består i huvudsak av gräsmarker.